# Trochosa ruricoloides
Trochosa ruricoloides là một loài nhện trong họ Lycosidae.
Loài này thuộc chi Trochosa. Trochosa ruricoloides được Ehrenfried Schenkel-Haas miêu tả năm 1963.